# Timothy Stack
Timothy Stack, född 21 november 1954 i Doylestown i Pennsylvania, är en amerikansk film- och TV-serieskådespelare. Han inledde sin karriär genom att gå med i The Groundlings, en grupp som ägnade sig åt improviserad komik. Under 90-talet och framåt kunde han ses i ett antal TV-serier och pratshower. Han har varit gästskådespelare i en rad situationskomedier, bland andra Benson, Laverne and Shirley, Rätt i natten, The Wonder Years, Seinfeld, Wings, Malcolm in the Middle och The Golden Girls.